# جيمتالا (قبردينو - بلقاريا)
زهيمتالا (بالروسية: Жемтала) هي مدينة في جمهورية قبردينو - بلقاريا في روسيا.
يبلغ عدد سكانها حوالي 3145   نسمة.